# Pyrgos tou Pirea
Der Pyrgos tou Pirea (griechisch Πύργος του Πειραιά, englisch Piraeus Tower) ist ein unvollendetes und praktisch ungenutztes Hochhaus an der seit 50 Jahren von ihm dominierten Hafenfront der griechischen Stadt Piräus. Es ist das zweithöchste Gebäude im Großraum Athen/Piräus nach dem Pyrgos Athinon in Athen. 2020 wurde es an einen privaten Betreiber verpachtet, der am 4. Juni 2024 die Fertigstellung des Gebäudes realisierte.

## Lage
Der Piräus Tower liegt an der Akti Posidonos (Poseidon-Ufer) unmittelbar am Passagierhafen von Piräus an der Stelle des einige Jahre zuvor abgerissenen städtischen Marktes. In unmittelbarer Nähe befindet sich die Kathedrale Agia Triada.

## Geschichte
Der Bau des Hochhauses wurde 1972 während der griechischen Militärdiktatur begonnen. 1974, nach der Errichtung des Rohbaus und dem Sturz der Militärherrschaft, wurden die Arbeiten eingestellt. Bis 1983 stand lediglich das Betonskelett. Dann wurden die Fassaden mit Glas und Metall verkleidet. Die drei untersten Geschosse wurden für behördliche, schulische und kommerzielle Zwecke genutzt, die übrigen Stockwerke blieben ohne Innenausbau ungenutzt.

## Konstruktion
Der Pyrgos tou Pirea ist ein in Skelettbauweise errichtetes Gebäude. Der Entwurf stammt von Ioannis Vikelas, der auch den Pyrgos Athinon entworfen hatte.

## Nutzung
Nach der ursprünglichen Planung sollte in dem Gebäude die Hafenbehörde ihren Sitz haben, ferner war es als Handels- und Schifffahrtszentrum vorgesehen.
In den späten 1990er Jahren und danach wurden zwar mehrfach Planungen für eine Fertigstellung des Gebäudes angestellt, jedoch ohne Erfolg. Das Fehlen von Parkmöglichkeiten wird als Haupthindernis für eine Nutzung angesehen, während Bedenken hinsichtlich der Statik als ausgeräumt gelten.
Seit Ende 2018 bemühte sich die Stadt Piräus erneut um eine Verwertung des Gebäudes. Es war zur Verpachtung an einen Privatinvestor für 99 Jahre ausgeschrieben. Die Pacht sollte mindestens 900.000 Euro im Jahr betragen. Im Mai 2020 wurde ein Vertrag mit der Cante/Prontea unterzeichnet, der eine Pacht in Höhe von 1.010.000 Euro im Jahr vorsieht und eine Staffelung in Höhe von 2 %.